# Alessandro Fei
Alessandro Fei (* 29. November 1978 in Saronno) ist ein italienischer Volleyballspieler. Er nahm an vier olympischen Turnieren teil und wurde Weltmeister sowie dreimal Europameister.

## Karriere
Fei begann seine Karriere 1993 in Foiano della Chiana. Ein Jahr später kam er zum Nachwuchs von Ignis Padua, bevor er ab 1995 für den Erstligisten Pallavolo Padua spielte. 1998 gab der Diagonalangreifer sein Debüt in der italienischen Nationalmannschaft, mit der er im gleichen Jahr in Japan durch einen Finalsieg gegen Jugoslawien Weltmeister wurde. Anschließend wechselte er innerhalb der Liga zu Lube Macerata. Die Nationalmannschaft gewann mit Fei 1999 die Weltliga und die Europameisterschaft. Im Jahr 2000 gelang den Italienern die Titelverteidigung in der Weltliga. Anschließend erlebte Fei in Sydney seine ersten Olympischen Spiele und gewann mit der Mannschaft Bronze. In der folgenden Saison gewann er mit Macerata den italienischen Pokal und den CEV-Pokal. Bei der EM in Tschechien unterlagen die Italiener hingegen im Endspiel gegen Jugoslawien. Fei wechselte nun zu Sisley Treviso. 2003 wurde er italienischer Meister und triumphierte erneut im CEV-Pokal, wobei Treviso sich im Endspiel gegen seinen ehemaligen Verein Macerata durchsetzte. Italien siegte bei der EM in Deutschland. 2004 nahm der Diagonalangreifer nach dem Gewinn des italienischen Doubles zum zweiten Mal am olympischen Turnier teil, das für Italien erst im Finale gegen Brasilien endete. 2005 verteidigte Fei Meisterschaft und Pokalsieg mit Treviso sowie mit der Nationalmannschaft den Titel bei der Europameisterschaft im eigenen Land. Das Finale der Champions League gewann Treviso 2006 in Rom gegen Iraklis Thessaloniki. 2007 gelang dem Verein mit Fei das dritte Double in Italien. 2008 erlebte der Diagonalangreifer sein drittes olympischen Turnier, bei dem die Nationalmannschaft den vierten Platz belegte. 2011 gewann er mit Treviso den CEV-Pokal gegen Zaksa Kędzierzyn-Koźle. 2012 gewann er mit Italien bei den Olympischen Spielen in London die Bronzemedaille. Danach ging er zum Ligakonkurrenten Pallavolo Piacenza.